# Budynek Towarzystwa Gimnastycznego „Sokół” w Buczaczu
Budynek Towarzystwa Gimnastycznego „Sokół” w Buczaczu – murowany budynek oddany w 1906 roku. Zbudowany przez Towarzystwo Gimnastyczne „Sokół ”w Buczaczu.

## Historia
Fundusz na budowę własnego gmachu powstał w lipcu 1897 roku. Fundusz założycielski wyniósł 20 koron. W 1902 roku powołano komitet budowy, na którego czele stanął Marian Błażowski. Fundusze gromadzono dzięki darowiznom: hr. Emila i Oskara Potockich, gminy Buczacz, rady powiatowej oraz z imprez organizowanych przez Towarzystwo. Pod koniec 1904 roku na funduszu zgromadzono 15 tysięcy koron. Podjęto decyzję o rozpoczęciu budowy, ale aby ukończyć gmach, konieczne było uzyskanie pożyczek hipotecznych, które wyniosły 60 tysięcy koron. Pożyczka była spłacana z dochodów Towarzystwa, wynajmu sali na piętrze, w której mieściło się kasyno, oraz wynajmu sali na zajęcia gimnastyczne dla uczniów szkól gimnazjalnych w Buczaczu.
Plany gmachu przygotował Teofil Gębarowicz. Budowę rozpoczęto 7 czerwca 1905 roku. Prace wykonała firma Corazzo i Schleimer ze Stanisławowa. Gmach został oddany w czerwcu 1906 roku.
Po II wojnie światowej w budynku mieści się dom kultury. 